# Trithrinax schizophylla
 (mai 2022).
La mise en forme du texte ne suit pas les recommandations de Wikipédia : il faut le « wikifier ».
Les points d'amélioration suivants sont les cas les plus fréquents. Le détail des points à revoir est peut-être précisé sur la page de discussion.
- Les titres sont pré-formatés par le logiciel. Ils ne sont ni en capitales, ni en gras.
- Le texte ne doit pas être écrit en capitales (les noms de famille non plus), ni en gras, ni en italique, ni en « petit »…
- Le gras n'est utilisé que pour surligner le titre de l'article dans l'introduction, une seule fois.
- L'italique est rarement utilisé : mots en langue étrangère, titres d'œuvres, noms de bateaux, etc.
- Les citations ne sont pas en italique mais en corps de texte normal. Elles sont entourées par des guillemets français : « et ».
- Les listes à puces sont à éviter, des paragraphes rédigés étant largement préférés. Les tableaux sont à réserver à la présentation de données structurées (résultats, etc.).
- Les appels de note de bas de page (petits chiffres en exposant, introduits par l'outil «  Source ») sont à placer entre la fin de phrase et le point final[comme ça].
- Les liens internes (vers d'autres articles de Wikipédia) sont à choisir avec parcimonie. Créez des liens vers des articles approfondissant le sujet. Les termes génériques sans rapport avec le sujet sont à éviter, ainsi que les répétitions de liens vers un même terme.
- Les liens externes sont à placer uniquement dans une section « Liens externes », à la fin de l'article. Ces liens sont à choisir avec parcimonie suivant les règles définies. Si un lien sert de source à l'article, son insertion dans le texte est à faire par les notes de bas de page.
- La présentation des références doit suivre les conventions bibliographiques. Il est recommandé d'utiliser les modèles {{Ouvrage}}, {{Chapitre}}, {{Article}}, {{Lien web}} et/ou {{Bibliographie}}. Le mode d'édition visuel peut mettre en forme automatiquement les références.
- Insérer une infobox (cadre d'informations à droite) n'est pas obligatoire pour parachever la mise en page.

Pour une aide détaillée, merci de consulter Aide:Wikification.
Si vous pensez que ces points ont été résolus, vous pouvez retirer ce bandeau et améliorer la mise en forme d'un autre article.
Espèce
Trithrinax schizophylla, communément appelée carandilla dans la région orientale bolivienne de saó, est une espèce végétale de la famille des Arecaceae.

## Distribution
Ce petit palmier est endémique du district phytogéographique de Chaqueño Occidental. Il est distribué à l'ouest du Paraguay, au sud de la Bolivie et au centre-nord de l'Argentine,.

## Habitat
C'est une espèce très rustique, qui pousse dans des zones de sol limoneux ou sableux, très sèches en hiver, et assez froides en été, avec une pluviométrie de 500 à 600 mm par an. Il supporte le feu, car il pousse dans des zones où la forêt est détruite par cette méthode.

## Caractéristiques
C'est un grand arbuste ne dépassant pas 4 m de hauteur (rarement 6), possède des feuilles palmées  de 120-150 cm de long, avec de fortes épines à la base de chaque pétiole. Il se distingue par la conservation des restes des frondes mortes attachées au trône, ce qui lui donne un aspect caractéristique.

## Taxonomie
Trithrinax schizophylla  a été décrit par Carl Georg Oscar Drude, et publié en Flore Brasiliensis 3(2): 551, pl. 130. 1882.
Etymologie
Trithrinax: Nom générique qui provient de l'idiome grec tri signifie trois, et de thrinax tridente.
schizophylla: épithète Latin qui signifie "avec des feuilles divisées".
Variétés acceptées 

- Trithrinax schizophylla var. schizophylla
- Trithrinax schizophylla var. biflabellata (Barb.Rodr.) Án.Cano & F.W.Stauffer

Synonymie
- Diodosperma burity H.wendl.
- Trithrinax biflabellata Barb. & Rodr. 1899[5]

## Usages
Avec les feuilles de ce palmier sont fabriquées des fibres qui ressemblent à de la "paille" et avec ces  "pailles" se font les  chapeaux typiques « alares cambas », qui sont optimaux pour s'abriter de la chaleur et de la lumière solaire grâce a son tissu tressé  bien ventilé, léger et  imperméable pour éviter l'isolation et les autres incidents climatiques de la région.

## liens externes
- (en) Description et photos de la variété Trithrinax schizophylla var. biflabellata en Argentine ( par PACSOA)
- (en)..... Plus images de T.schizophylla var. biflabellata
- (en) Description et photos de la variété Trithrinax schizophylla var. schizophylla sur PACSOA

- (es) Cet article est partiellement ou en totalité issu de l’article de Wikipédia en espagnol intitulé « Trithrinax schizophylla » (voir la liste des auteurs).
- (en) POWO :  Trithrinax schizophylla   Drude  (consulté le 20 janvier 2022)
- (en) POWO :  Trithrinax schizophylla var. schizophylla  (consulté le 20 janvier 2022)
- (en) POWO :  Trithrinax schizophylla var. biflabellata  (Barb.Rodr.) Án.Cano & F.W.Stauffer  (consulté le 20 janvier 2022)